# ميليشيات الطوارق في غات
ميليشيات الطوارق في غات هي ميليشيات مسلحة طوارقية،تتركز في جنوب غرب ليبيا،حيث تسيطر على شعبية غات،ذات الأغلبية الطوارقية،خلال الحرب الأهلية الليبية الثانية،لكنها تسعى إلى السيطرة على المناطق المجاورة لها،وذلك بدعم من الطوارق الليبيين،وقوات فجر ليبيا التي تتمركز في مصراتة،وتعد هذه الميليشيات من الفصائل المسلحة التي تتصارع على الحكم في جنوب ليبيا.

## نشاطها أثناء الحرب الأهلية الليبية الثانية (2014-2020)
في أكتوبر 2014،اندلعت اشتباكات بينها وبين قبائل التبو،وفي 5 نوفمبر 2014،قامت بالسيطرة على حقل الشرارة للنفط في فزان،وفي يوليو 2015،قامت بالوصول إلى سبها،مما أجبر مئات العائلات على الفرار من المدينة،وتوقفت جهود التفاوض والتبو في سبتمبر 2015،بسبب انتهاك وقف إطلاق النار،ولكن في 23 نوفمبر 2015،قام ممثلو الطوارق والتبو باتفاق وقف إطلاق النار في العاصمة القطرية الدوحة،وذلك من أجل وقف الصراع في أوباري لمدة عام،والتي قتل فيها 300 شخص،وأصيب 2000 آخرين،وعادت التوترات من جديد في أوائل فبراير 2016،بتفويض لإنهاء الاشتباكات المستمرة بين المجموعتين العرقيتين التبو والطوارق في ليبيا،وبحسب ما ورد،جاءت هذه الخطوة تماشياً مع اتفاق وقف إطلاق النار الذي تم توقيعه في نوفمبر 2015،في الدوحة،وفي 2019،اتحدت مع التبو في مدة قصيرة،تحت قيادة حكومة الوفاق الوطني،وقائدها الجنرال علي كنا،بقيادة خليفة حفتر في فزان.